# Трите лица на Ана
„Трите лица на Ана“ (на испански: Tres veces Ana) е мексиканска теленовела от 2016 г., режисирана от Серхио Катаньо и Клаудио Рейес Рубио, и продуцирана от Анджели Несма Медина за Телевиса. Версията, написана от Хуан Карлос Алкала, е базирана на теленовелата Любовни връзки от Кармен Даниелс и Лиляна Абуд, създадена по оригиналната история от Хорхе Лосано Сориано.
В главните роли са Анжелик Бойер, Себастиан Рули, Давид Сепеда и Педро Морено. Специално участие вземат актьорите Ерик дел Кастийо,
Сусана Досамантес, Бланка Гера и Рамиро Фумасони.

## Сюжет
Ана Лусия, Ана Летисия и Ана Лаура са идентични тризначки, но с много различни характери. Когато са били малки, родителите им са загинали в автомобилна катастрофа. Вярвало се е, че Ана Лусия се е удавила в реката, в която е катастрофирал семейният автомобил, и че само Ана Летисия и Ана Лаура са оцелели. Соледад Ернандес, местна жена, която е загубила дъщеря си, открива Ана Лусия в реката и я спасява.
Години по-късно, Ана Лаура се е превърнала в красива, но самотна и тиха девойка, която иска да открие изгубената си сестра, вярвайки че е жива. Момичето е изгубило единия си крак заради катастрофата. Тя е влюбена в Рамиро, но той я съжалява заради недъга ѝ.
Ана Летисия е различна от сестрите си – тя е обаятелна, егоистична и манипулативна личност. Тя винаги иска да е център на внимание, особено при баба си, Ернестина, и чичо си, Мариано. Ана Летесия е в съюз с Иняки, неин любовник, който е и съучастник в злините ѝ. Ана Лусия и Соледад пристигат в Мексико. Ана Лусия се влюбва в Сантяго, таксиметров шофьор, който е загубил паметта си. В крайна сметка, кръвните връзки ще се преплитат и ще съберат сестрите по неочакван начин.

## Актьори
- Анжелик Бойер – Ана Лусия Ернандес / Ана Лаура Алварес дел Кастийо Риваденейра / Ана Летисия Алварес дел Кастийо Риваденейра
- Себастиан Рули – Сантяго Гарсия / Марсело Салватера
- Давид Сепеда – Рамиро Фуентес
- Сусана Досамантес – Ернестина Харамийо Креспо вдовица де Риваденейра
- Бланка Гера – Соледад Ернандес
- Педро Морено – Иняки Нахера
- Рамиро Фумасони – Мариано Алварес дел Кастийо
- Ерик дел Кастийо – Еваристо Гера
- Ана Берта Еспин – Ремедиос Гарсия вдовица де Варела
- Оливия Бусио – Нерина Ласкано вдовица де Падиля
- Лус Мария Херес – Хулиета де Ескаресега
- Летисия Пердигон – Доня Чана
- Лайша Уилкинс – Дженифър Корбалан
- Нурия Бахес – Леонор Муньос
- Моника Санчес – Виридиана Бетанкурт
- Ото Сирго – Родриго Касасола
- Карлос де ла Мота – Валентин Падиля Ласкано
- Антонио Меделин – Исидро Санчес
- Роберто Баястерос – Тадео Нахера
- Сачи Тамаширо – Марибел Алфаро
- Алфредо Гатика – Орландо Наваро
- Алан Слим – Хавиер Нахера
- Алфонсо Итуралде – Бернардо
- Еди Вилард – Даниел Ескарсега
- Лусеро Ландер – Миранда
- Арсенио Кампос – Сандро Ескарсега
- Роландо Брито – Едмундо Фуентес
- Фабиан Писорно – Факундо Салватера
- Раул Маганя – Игнасио Алварес дел Кастийо
- Рикардо Барона – Алфредо Варела
- Джаки Соуса – Лурдес Риваденейра де Алварес дел Кастийо
- Натали Уманя – Джина Рамирес
- Ванеса Анхерс – Валерия
- Мару Дуеняс – Сесилия
- Адриана Аумада – Сузи
- Арчи Лафранко – Самуел
- Рикардо Клейнбаум – Анибал Ортис
- Хосе Монтини – Кривия
- Анаи Фрасер – Клаудия Ривас
- Светлана – Дубльорка на Анжелик Бойер

## Премиера
Премиерата на Трите лица на Ана е на 22 август 2016 г. по Las Estrellas. Последният 102. епизод е излъчен на 22 януари 2017 г.

## Екип
- Оригинална история – Хорхе Лосано Сориано
- Версия и либрето – Хуан Карлос Алкала
- Ко-адаптация – Роса Саласар Аренас, Фермин Сунига, Грасиела Е. Искиердо (базирани на адаптацията от Кармен Даниелс и Лиляна Абуд)
- Литературна редакция – Росана Руис
- Сценография – Рикардо Наварете, Хосе Антонио Хуарес
- Декор – Клаудия Рамос
- Дизайн на костюми – Алехандра Говеа, Мария Фернанда Чавес, Александра Санчес
- Начална музикална тема – Se puede amar
- Автор и изпълнител – Пабло Алборан
- Крайна музикална тема – Me duele tu ausencia
- Автори – Даниел Крус, Давид Анастасио Сепеда Кинтеро
- Изпълнител – Давид Сепеда
- Музика към теленовелата – Алехандро Сирвент, Фарнандо де Мигелес, Алексис Аранда
- Музикален координатор – Игнасио Перес
- Музикално оформление – Игнасио Ернандес
- Редактори – Октавио Лопес Рейес, Даниел Рентерия Кармона, Алфредо Хуарес
- Директор продукция – Нанси Ломан
- Мениджъри продукция – Хуан Мануел Асбел, Майра Анхерс, Едуардо Рикало
- Координатори продукция – Ерик Рамос, Роса Мария Мая
- Арт режисьор – Денис Камарго
- Режисьор на диалози – Мару Дуеняс
- Асистент-продуценти – Роксана Ваярта, Енрике Алба, Уго Агилар, Артуро Галвес
- Асистент-оператори – Ониел Алфаро, Ирма Диас
- Асистент-режисьори – Лурдес Кобо, Ерик Аройо
- Продуцент – Х. Игнасио Аларкон
- Оператори – Армандо Сафра, Мануел Барахас
- Режисьори – Серхио Катаньо, Клаудио Рейес Рубио
- Изпълнителен продуцент – Анджели Несма Медина

## Награди и номинации
Награди TVyNovelas Мексико 2017
| Категория                           | Номинация                          | Резултат   |
| ----------------------------------- | ---------------------------------- | ---------- |
| Най-добра актриса в главна роля     | Анжелик Бойер                      | Печели     |
| Най-добър актьор в главна роля      | Себастиан Рули                     | Пелечи     |
| Най-добра първа актриса             | Бланка Гера                        | Номинирана |
| Най-добър пръв актьор               | Ерик дел Кастийо                   | Номиниран  |
| Най-добра млада актриса             | Сачи Тамаширо                      | Номинирана |
| Най-добра актриса в поддържаща роля | Лайша Уилкинс                      | Номинирана |
| Най-добър актьор в поддържаща роля  | Ото Сирго                          | Номиниран  |
| Най-добър оператор                  | Мануел Барахас Армандо Сафра       | Номинирани |
| Най-добър режисьор                  | Клаудио Рейес Рубио Серхио Катаньо | Номинирани |
| Най-добра музикална тема            | Se puede amar – Пабло Алборан      | Печели     |
| Най-добър екип                      | Анджели Несма Медина               | Номинирана |

## В България
В България премиерата на теленовелата е на 7 ноември 2016 г. по Диема Фемили и завършва на 26 април 2017 г. На 14 февруари 2018 г. започва повторно излъчване и завършва на 3 август. Ролите се озвучават от Христина Ибришимова, Даниела Йорданова, Лиза Шопова, Димитър Иванчев, Стефан Сърчаджиев-Съра и Симеон Владов.

## Адаптации
- Любовни връзки, оригинална история от Хорхе Лосано Сориано, продуцирана от Карла Естрада през 1995 г. за Телевиса, с участието на Лусеро и Луис Хосе Сантандер.